# Tonlé Sapmeer
Het Tonlé Sapmeer in de Cambodjaanse laagvlakte is een meer dat ongeveer 7,5% van 's lands oppervlakte beslaat. Vijf provincies grenzen aan het meer: Siem Reap, Battambang, Pursat, Kampong Chhnang, en Kampong Thom. De naam Tonlé Sap betekent in het Khmer "Zoetwaterrivier", maar wordt vaak vertaald als "Groot Meer".
Dit meer beslaat ongeveer 2590 vierkante kilometer in de droge tijd, maar zwelt in de regentijd aan tot een oppervlakte van 24.605 vierkante kilometer. Tijdens de droge tijd vloeit water het meer uit via de Tonlé Saprivier in de Mekong bij Phnom Penh. Tijdens de regentijd is de waterstand in de Mekong echter zo hoog dat het water vanuit de Mekong via de rivier het Tonlé Sapmeer instroomt. Het meer wordt dan tijdelijk het grootste zoetwatermeer in Zuidoost-Azië.
Het meer is tijdens de regentijd een paaigrond voor vis en is dan ook een zeer rijke visgrond na de regentijd als het water zich terugtrekt. De vis komt dan letterlijk uit de "lucht" (bomen) vallen. In de nabijheid van dit meer hebben zich door de vruchtbare grond en de rijke visvangsten de eerste beschavingen in Cambodja ontwikkeld, namelijk die van Chenla en het Khmer-rijk.